# تپه خزینه (بجنورد)
تپه خزینه مربوط به هزاره ۱- دوران‌های تاریخی پس از اسلام است و در شهرستان بجنورد، روستای ختاب واقع شده و این اثر در تاریخ ۱۶ خرداد ۱۳۵۶ با شمارهٔ ثبت ۱۴۲۷ به‌عنوان یکی از آثار ملی ایران به ثبت رسیده است.